# Hyundai Stargazer
Le Hyundai Stargazer est un modèle de monospace compact du constructeur automobile Sud-coréen Hyundai produit en Indonésie depuis 2022,.

## Présentation

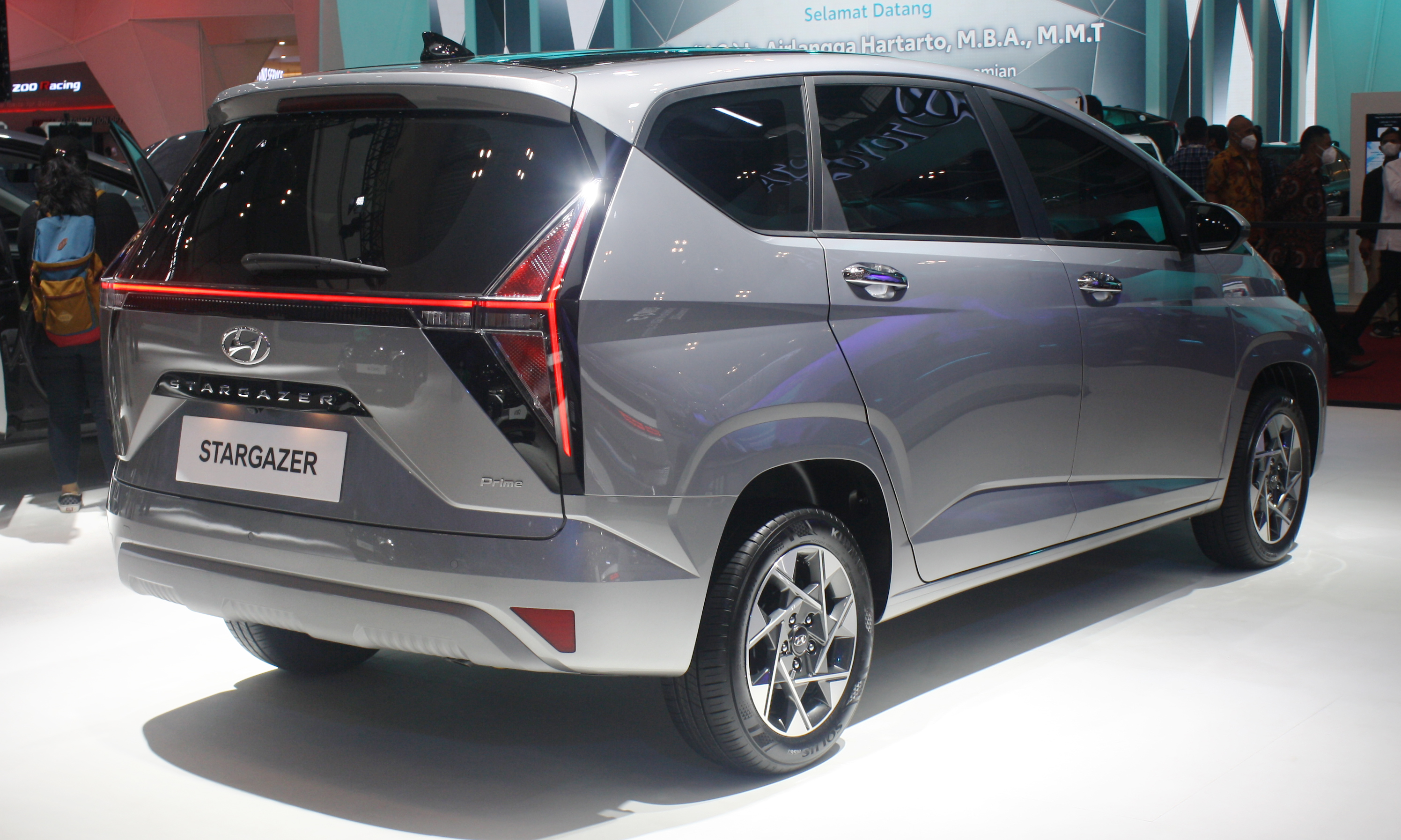
Hyundai Stargazer

Le véhicule est présenté pour la première fois le 15 juillet 2022 lorsque les premières modèles sont sortis de sa chaîne de montage chez HMMI à Cikarang,,. Il est lancé et a fait ses débuts publics lors du 29e salon international de l'auto de Gaikindo Indonesia le 11 août.

## Caractéristiques techniques
Il dispose de trois rangées de sièges et se destine aux marchés émergents, notamment du Sud-Est asiatique. 

## Finitions

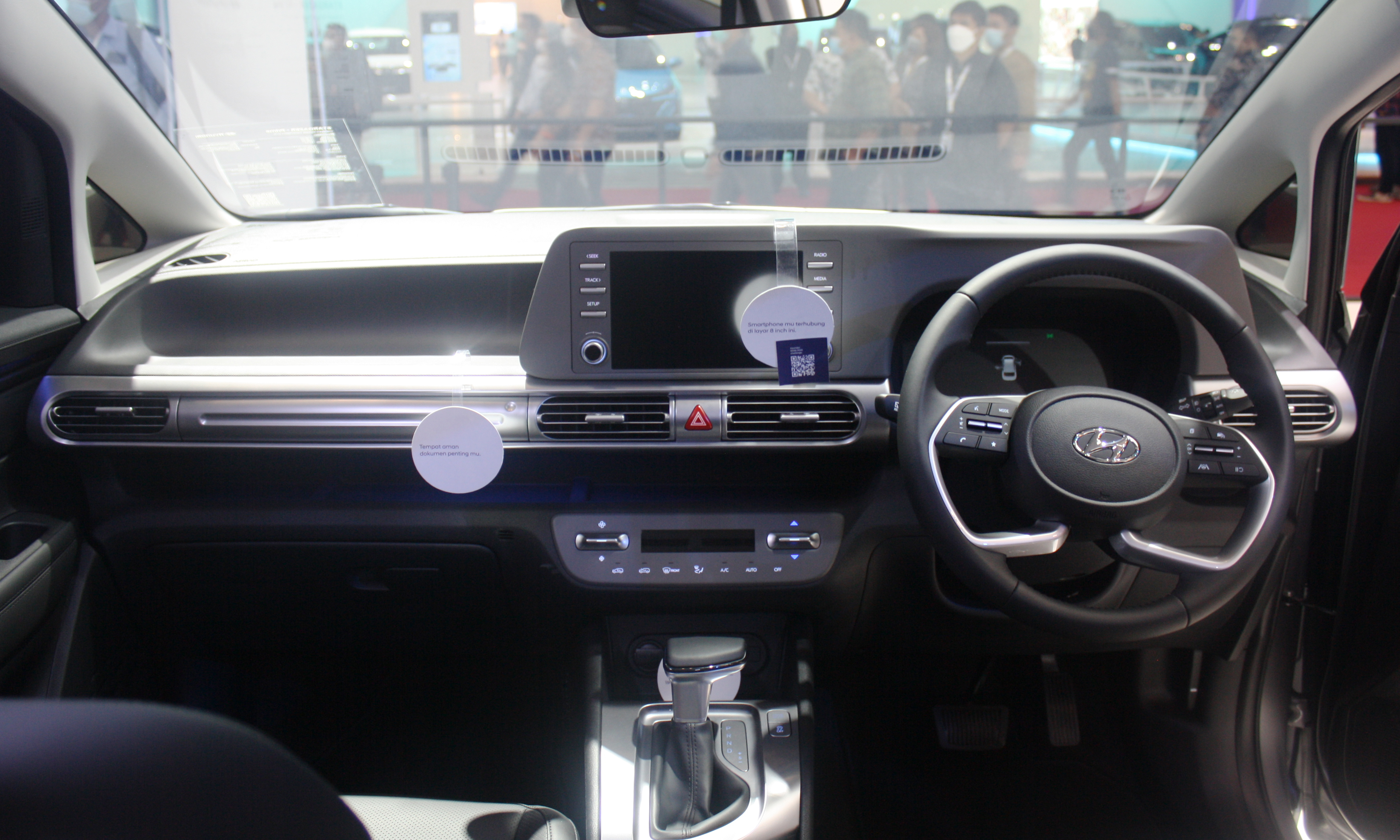
Intérieur

Pour le marché indonésien, le Stargazer est disponible en quatre niveaux de finitions : Active, Trend, Style et Prime.
Aux Philippines, le Stargazer est lancé le 8 novembre 2022 et est proposé dans les finitions GL, GLS et GLS Premium.